# 鷹泊駅

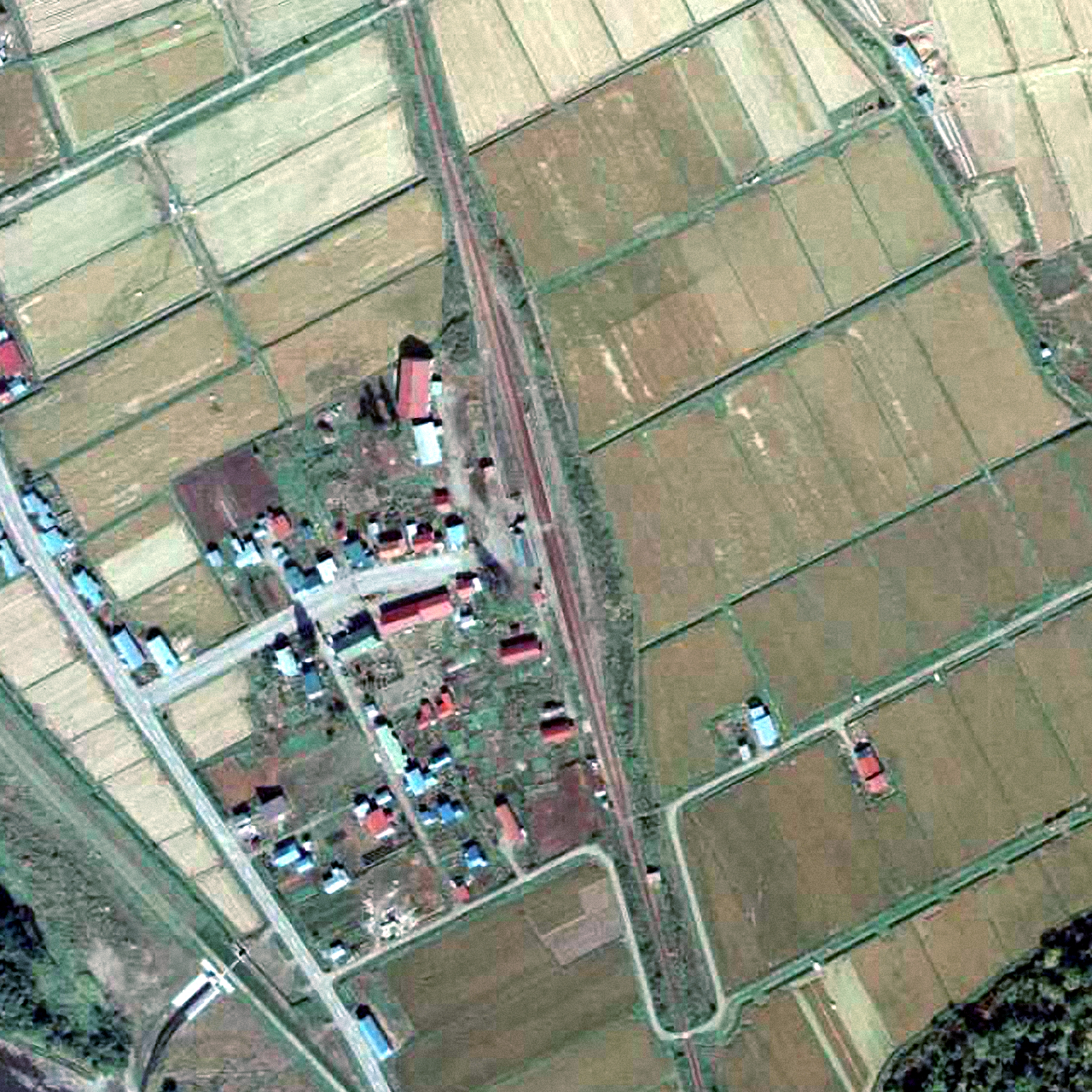
1977年の鷹泊駅と周囲約500m範囲。上が朱鞠内方面。副本線と駅横の貨物ホームに引込み線が見える。

鷹泊駅（たかどまりえき）は、北海道（空知支庁）深川市鷹泊にあった北海道旅客鉄道（JR北海道）深名線の駅（廃駅）である。電報略号はタマ。事務管理コードは▲121404。

## 歴史
- 1926年（大正15年）11月10日 - 鉄道省雨龍線多度志駅 - 当駅間開通に伴い開業。一般駅[3]。
- 1929年（昭和4年）11月8日 - 当駅 - 幌加内駅間延伸開通に伴い中間駅となる。
- 1931年（昭和6年）10月10日 - 線路名を幌加内線に改称、それに伴い同線の駅となる。
- 1941年（昭和16年）10月10日 - 線路名を深名線に改称、それに伴い同線の駅となる。
- 1949年（昭和24年）6月1日 - 日本国有鉄道に移管。
- 1951年（昭和26年）6月 - 鷹泊ダム建設や河川改修、灌漑施設建設等の雨竜川綜合開発事業に伴い、石狩川治水事業所専用線を設置[4]。
- 1982年（昭和57年）3月29日 - 貨物取扱い廃止[1]。
- 1984年（昭和59年）
  - 2月1日 - 荷物取扱い廃止[1]。
  - 11月10日 - 旅客無人化[5]。運転要員は1986年まで引き続き配置。
- 1987年（昭和62年）4月1日 - 国鉄分割民営化によりJR北海道に継承[1]。
- 1995年（平成7年）9月4日 - 深名線の廃線に伴い廃止となる[1]。

### 駅名の由来
開業当時の所在地名「雨竜郡多度志村鷹泊」より。
地名は、市街の少し下流の対岸にある巨岩（現在の鷹泊岩）に鷹がよくとまっていたことからとされるが、国鉄北海道総局発行の『駅名の起源』は1954年（昭和29年）版からアイヌ語の「チカㇷ゚オッナイ（chikap-ot-nay：鳥・多くいる・川）」に由来するという説を掲載しており、不明である。

## 駅構造
廃止時点で、単式ホーム1面1線を有する地上駅であった。ホームは線路の西側（名寄方面に向かって左手側）に存在した。そのほか本線の名寄方から分岐し駅舎北側のホーム切欠き部分の旧貨物ホームへの側線を1線有していた。かつては単式ホーム・島式ホーム（片面使用）複合型2面2線を有する列車交換可能な交換駅であり、ここを終着とする深川からの区間列車も運転されていた。互いのホームは駅舎側ホーム中央部分と対向ホーム南側を結んだ構内踏切で連絡した。駅舎側（西側）が下りの1番線、対向側（東側）が上りの2番線となっていた。また島式ホームの外側1線が側線として残っていた。この側線からは名寄方に伸びる行き止まりの短い側線を1線有した。交換設備運用廃止後は線路は側線を含め1993年（平成5年）までには撤去されたが、ホーム前後の線路は分岐器の名残で湾曲していた。
無人駅となっていたが、有人駅時代の駅舎が残っていた。駅舎は構内の西側に位置しホーム中央部分に接していた。昔ながらの古びた木造で、入口の上には「たかどまり」と記載された大きな駅銘板が設置されていた。有人駅時代には待合室に水仙とバラの造花が飾られていた。
駅前広場には30m近い大椴松が数本そびえていた。

## 利用状況
乗車人員の推移は以下のとおり。なお、1967年度（昭和42年度）については当駅単体の値が判明していないため参考値を記す。
| 年度               | 乗車人員  | 乗車人員 | 出典   | 備考                                              |
| 年度               | 年間      | 1日平均  | 出典   | 備考                                              |
| ------------------ | --------- | -------- | ------ | ------------------------------------------------- |
| 1967年（昭和42年） | (367,906) | (1,005)  | [ 13 ] | 同年の上多度志 - 鷹泊間各駅（仮乗降場除）の合算値 |
| 1968年（昭和43年） | 74,825    | 205      | [ 13 ] |                                                   |
| 1969年（昭和44年） | 60,886    | 166      | [ 13 ] |                                                   |
| 1970年（昭和45年） | 51,972    | 142      | [ 13 ] |                                                   |
| 1971年（昭和46年） | 49,166    | 135      | [ 13 ] |                                                   |
| 1972年（昭和47年） | 53,872    | 148      | [ 13 ] |                                                   |
| 1973年（昭和48年） | 39,876    | 109      | [ 13 ] |                                                   |
| 1974年（昭和49年） | 36,842    | 101      | [ 13 ] |                                                   |
| 1975年（昭和50年） | 34,749    | 95       | [ 13 ] |                                                   |
| 1981年（昭和56年） |           | 86       | [ 12 ] |                                                   |
| 1992年（平成4年）  |           | 50       | [ 11 ] |                                                   |

## 駅周辺
鷹泊ダムの完成後は水田地帯に位置した。
- 国道275号（空知国道）
- 北海道道693号鷹泊鷹泊停車場線
- 鷹泊郵便局
- 鷹泊神社
- リフレッシュプラザ鷹泊 - 深名線廃線後に廃校となった旧・深川市立鷹泊小学校の敷地跡に1997年（平成9年）、深川市により建築された公共施設。館内に「旧深名線資料室」が開設され、駅名標、閉塞器、腕木式信号機、レール、備品、写真パネルなどが保存・展示されている[14]。
- 鷹泊自然公園 - 駅から北西に約2km[12]。
- 鷹泊ダム - 駅から北西に約6km[12]。
- 雨竜川[15]
- 幌加内峠 - 駅の北北東[15]。
- ジェイ・アール北海道バス深名線「鷹泊」停留所

## 駅跡

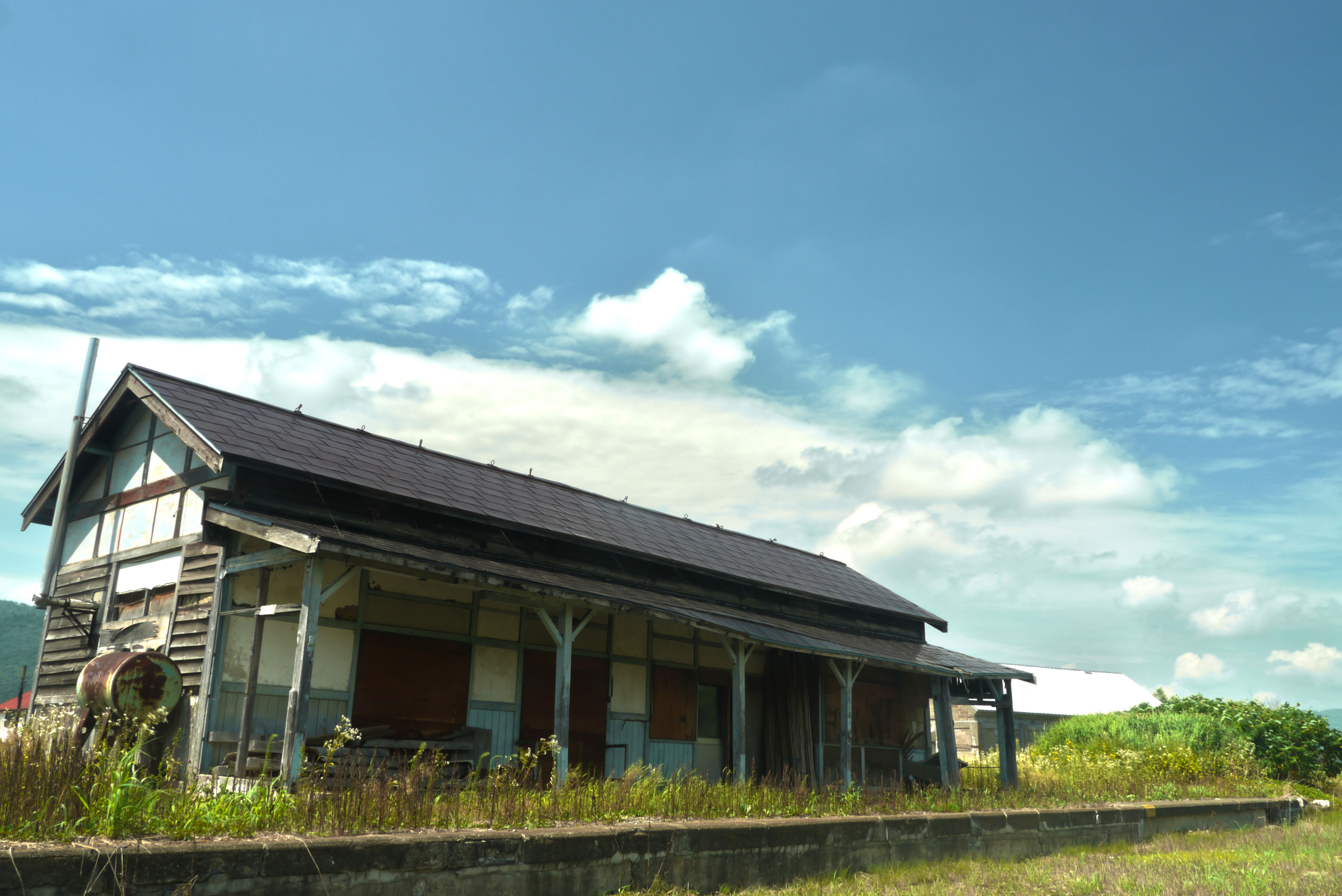
駅跡　(2011年8月9日)

2000年（平成12年）時点では、駅舎、ホーム、別棟のトイレが残存していた。駅舎は窓や扉の開口部は板で打ち付けられて塞がれていた。また駅前広場にあった大椴松の木はなくなっていた。2010年（平成22年）時点でも同様で、駅舎は倉庫として再利用されている模様であった。2011年（平成23年）時点でも同様であったが、トイレの劣化は激しく、傾いていた。
また、当駅と沼牛駅との間にあった幌加内峠を抜ける幌加内トンネルは、2000年（平成12年）時点では草木に阻まれ調査不能状態であったが、2010年（平成22年）時点では国道275号線の工事が進行中で立ち入ることができない状態であった。

## 隣の駅
北海道旅客鉄道
深名線
下幌成駅 - 鷹泊駅 - 沼牛駅